# هاكو شاه
هاكو فاجوباي شاه (بالإنجليزية: Haku Vajubhai Shah) (26 مارس 1934 - 21 مارس 2019) كان رسامًا هنديًا، ومناصرًا لتفكيك الإمبريالية وتعزيز السلمية على نهج غاندي، وعالمًا في الأنثروبولوجيا الثقافية، ومؤلفًا يبحث في فنون الشعوب والقبائل. كانت أعماله تنتمي إلى مجموعة بارودا، وتعتبر أعماله في خط الفنانين الذين أثروا الفن الهندي بمواضيع الفن الشعبي أو القبلي.
لقد حصل على عدة جوائز من بينها جائزة بادما شري (1989)، وزمالة جواهر لال نهرو، وجائزة كالا راتنا تقديرًا لمساهمته في المجال الفني.

## نشأته وتعليمه
ولد هاكو فاجوباي شاه في 26 مارس 1934 في فالود (مقرها الآن في محافظة سورات بولاية جوجارات) لوالده فاجوباي ووالدته فادانبن. تأثرت والدته بتفكير مهاتما غاندي وكان لذلك تأثيرًا عميقًا عليه. أكمل تعليمه الابتدائي والثانوي في فالود وكان عضوًا نشطًا في اتحاد الطلاب. حصل على درجة البكالوريوس في الفنون الجميلة (BFA) من جامعة ماهاراجا ساياجيراو في بارودا عام 1955، تليها درجة الماجستير في الفنون الجميلة (MFA) من نفس الجامعة. عمل في المعهد الوطني للتصميم في أحمد آباد، بشكل رئيسي كأنثروبولوجي. تعاون مع إيبرهارد فيشر (مؤرخ فن) في عدة دراسات توثيقية للحرف اليدوية وأبحاث أنثروبولوجية. في عام 1970، نشر فيشر وشاه كتاب "الحرفيون الريفيون وأعمالهم" في المعهد الوطني للتصميم (NID).

## الجوائز
- 1968: زمالة جون د. روكفلر الثالث، نيويورك، الولايات المتحدة الأمريكية.
- 1971: جائزة زمالة نهرو، نيودلهي.[2]
- 1973: جائزة مدنية، بلدية أحمد آباد.
- 1975: زمالة جون د. روكفلر الثالث، نيويورك، الولايات المتحدة الأمريكية.
- 1989: جائزة بادما شري، رئيس الهند.[2]
- 1991: أستاذ تاريخي، كاليفورنيا، الولايات المتحدة الأمريكية.
- 1997: جائزة كالا راتنا، جمعية الفنون الجميلة والحرف اليدوية الهندية الكلية، نيودلهي.[2][6]
- 1998: جائزة كالا شيروماني، أكاديمية لاليت كالا، أحمد آباد.
- 2006: جائزة جاغان أفاني بوراسكار، شانتينيكيتان

## الروابط الخارجية
- الموقع الرسمي
- The Flute Player
- A response to Haku Shah's art at The Hindu.